# 孔喜
孔喜（？—？），鲁国鲁县人，孔子十四代孙，孔霸三子，孔福、孔捷之弟，孔光之兄。董贤受到汉哀帝宠信时，孔喜的叔父孔光对待董贤十分恭谨，汉哀帝知道后很高兴，封孔光哥哥的两个儿子为谏大夫、常侍。孔喜后官至校尉、诸曹。